# Douglas Lewis (hockey sur glace)
Pour les articles homonymes, voir Doug Lewis et Lewis.
Douglas Ian Lewis (né le 3 mars 1921 à Winnipeg, dans la province du Manitoba au Canada - mort le 10 août 1994) est un joueur professionnel canadien de hockey sur glace.